# Champ de tir de Captieux
Champ de tir de Captieux este o arie protejată (sit de importanță comunitară — SCI) din Franța întinsă pe o suprafață de 9.284 ha, integral pe uscat.

## Localizare
Centrul sitului Champ de tir de Captieux este situat la coordonatele 44°13′26″N 0°21′12″W / 44.22389°N 0.35333°V.

## Înființare
Situl Champ de tir de Captieux a fost declarat arie specială de conservare în baza directivei 92/43 din 1992 referitoare la conservarea habitatelor naturale și a faunei și florei sălbatice pentru a proteja 2 specii de animale.

## Biodiversitate
Situată în ecoregiunea atlantică, aria protejată conține 2 habitate naturale: Pajiști umede atlantice temperate cu Erica ciliaris și Erica tetralix, Depresiuni pe substraturi de turbă de Rhynchosporion.
La baza desemnării sitului se află mai multe specii protejate de  mamifere (2): vidră de râu (Lutra lutra), nurcă (Mustela lutreola).